# Willie Dennis
Willie Dennis, geboren als William De Berardinis (Philadelphia, 10 januari 1926 - New York, 8 juli 1965), was een Amerikaanse jazztrombonist. Zijn onorthodoxe, melodisch gecompliceerde speelwijze bezorgde hen een belangrijke rol in de verschillende Charles Mingus-bands.

## Biografie
Willie Dennis was autodidact. Hij behoorde tot de groep rond Lennie Tristano. Daarna speelde hij in meerdere bigbands, waaronder bij Elliot Lawrence, Claude Thornhill, Benny Goodman en Woody Herman. Met de Goodman-band toerde hij in 1948 door Europa en in 1949 werkte hij met Buddy Rich. Sinds 1953 werkte hij steeds weer met Charles Mingus en de Jazz Composers Workshop. Zo ontstond de plaat Four Trombones bij het label Debut Records van Mingus en Max Roach, waaraan ook de trombonisten J.J. Johnson, Kai Winding en Bennie Green meewerkten. Met Mingus nam hij ook de platen Blues and Roots (1959) en Mingus Ah Um op. Hij werkte ook mee bij diens Town Hall Concert (1962). In 1958 was hij met Goodman op de Wereldtentoonstelling in Brussel en in 1962 was hij op tournee in de Sovjet-Unie. Begin jaren 1960 behoorde hij tot de Gerry Mulligan Concert Jazz Band.

## Overlijden
Willie Dennis overleed in juli 1965 op 39-jarige leeftijd.

## Discografie
- 1953–1957: Charles Mingus: Debut Rarities, Vol. 1 (Debut Records) (weer uitgebracht in in The Complete Debut Recordings 1951-1958, OJC)
- 1953: J. J. Johnson: Four Trombones - The Debut Recordings (Prestige)
- 1958: Woody Herman: Herman’s Heat & Puente’s Beat (Evidence Records)
- 1962: Quincy Jones: Big Band Boss Nova (Verve Records)
- 1960-1962: Gerry Mulligan: Verve Jazz Masters 36 (Verve Records)
- 1962-1967: Oliver Nelson: Verve Jazz Masters 48 (Verve Records)
- 1954-1962: Anita O’Day: Verve Jazz Masters 49 (Verve Records)
- 1961: Phil Woods: Rights of Swing (Candid Records)